# .bf
.bf este un domeniu de internet de nivel superior, pentru Burkina Faso (ccTLD).